# Vierstipbeertje
Het vierstipbeertje (Cybosia mesomella) is een dagactieve nachtvlinder uit de familie van de spinneruilen (Erebidae) en de onderfamilie van de beervlinders (Arctiinae).
De vlinder komt in het gehele Palearctisch gebied voor en heeft als leefgebied zandgronden, maar komt ook daarbuiten voor. De soort gebruikt algen en korstmossen als waardplanten.
De vliegtijd is van juni tot en met augustus in één jaarlijkse generatie.